# Червия
Че́рвия (итал. Cervia, эмил.-ром. Zirvia) — город и коммуна в Италии, располагается в регионе Эмилия-Романья, подчиняется административному центру Равенна.
Население составляет 27 104 человека (на 2005 год), плотность населения составляет 315 чел./км². Занимает площадь 82 км². Почтовый индекс — 48015. Телефонный код — 0544.
Покровителем населённого пункта считается святой Патерниан (San Paterniano). Праздник ежегодно празднуется 13 ноября.

## Спорт
С 2013 года Червия — место проведения ежегодного чемпионата мира по пляжному теннису.

## Известные жители
- Геронтий из Фикуклы (ум. в 501 году) — епископ города, святой Католической церкви.